# Zilaijing
Zilaijing (kinesiska: 自来井, 自来井乡) är en socken i Kina. Den ligger i den autonoma regionen Inre Mongoliet, i den norra delen av landet, omkring 1 300 kilometer nordost om regionhuvudstaden Hohhot.
Genomsnittlig årsnederbörd är 790 millimeter. Den regnigaste månaden är juli, med i genomsnitt 273 mm nederbörd, och den torraste är januari, med 8 mm nederbörd.